# 名越時中
名越 時中（なごや ときなか、1881年（明治14年）5月7日 – 1960年（昭和35年）4月25日）は、大日本帝国陸軍軍人。最終階級は陸軍少将。水戸市長。

## 経歴
茨城県出身。茨城県尋常中学校を経て、陸軍士官学校を卒業。歩兵第25連隊附、歩兵第13旅団副官、歩兵第34連隊大隊長、独立守備隊第2大隊長、浜田連隊区司令官、歩兵第9連隊長を歴任した。1930年（昭和5年）、予備役に編入。
1940年（昭和15年）、大政翼賛会茨城県支部常務委員に就任した。
1941年（昭和16年）には水戸市長に選出された。しかし市会で議員が同じ質問を浴びせる態度に憤激し、突如「一同起立」の号令をかけ、思わず起立した議員たちに「ばかやろう」の一喝を残して辞表を提出してしまった。
その後、水戸連隊区司令官・水戸地区司令官を務めた。
戦後は敗戦の責任感を抱いて、食糧増産のため開墾に従事したという。その後、公職追放となった。

## 親族
- 名越時正 - 子。思想史家。